# Сульфамид
Сульфамид — неорганическое соединение,
диамид серной кислоты с формулой SO2(NH2)2, бесцветные кристаллы, растворяется в воде.

## Получение
- Реакция жидкого аммиака и раствора сульфурилхлорида в петролейном эфире:

{\displaystyle {\mathsf {SO_{2}Cl_{2}+2NH_{3}\ {\xrightarrow {-33^{o}C}}\ SO_{2}(NH_{2})_{2}+2HCl}}}

## Физические свойства
Сульфамид образует бесцветные кристаллы
ромбической сингонии, пространственная группа F dd2, параметры ячейки a = 0,914 нм, b = 1,685 нм, c = 0,458 нм, Z = 8
.
Хорошо растворяется в воде, растворяется в этаноле.